# Sigbert Jerlov
Ernst Sigbert Jerlov, född 1 september 1887 i Eslöv, död 1957, var en svensk veterinär. Han var bror till Emil Jerlov, halvbror till Nils Jerlovs far och bror till Karin Jerlov, Fritiof Nilsson Piratens första hustru.
Jerlov, som var son grosshandlaren Nils Johnson och Ingrid Åkerman, avlade studentexamen i Lund 1905 och veterinärexamen 1909. Han var stads- och besiktningsveterinär i Falkenberg från 1913, statens tuberkuloskonsulent 1921–1930, epizootisakkunnig 1939, t.f. byråchef och ledare för mul- och klövsjukans bekämpande 1938–1940 samt chef för Hallands läns hushållningssällskaps veterinäravdelning 1937–1953. Han skrev artiklar rörande tuberkulos och mul- och klövsjuka.